# Мельник Олексій Олексійович
Олексій Олексійович Мельник (нар. 12 листопада 1984, Хмельницький) — український борець вільного стилю та тренер, майстер спорту з вільної боротьби, заслужений тренер України.

## Життєпис
Випускник Кам'янець-Подільського університету 2010 року. Тренувався під керівництвом свого батька Олексія Мельника та тренерів Миколи Тарадая, Аркадія Дубілевича, Івана Кулешова. Багаторазовий чемпіон України. Виступав за спортивне товариство «Динамо», Хмельницький у ваговій категорії 70 кг.
З 2012 став працювати тренером-викладачем Боярської ДЮСШ «Максимум» (Київська область).
Викладач кафедри атлетичних видів спорту Львівського державного університету фізичної культури імені Івана Боберського..

### Відомі вихованці
- Ірина Мелені — олімпійська чемпіонка, триразова чемпіонка світу, дворазова чемпіонка Європи.
- Алла Черкасова — чемпіонка світу та Європи, бронзова призерка Олімпійських ігор.
- Чемпіон України з вільної боротьби серед молоді, срібний призер чемпіонатів України серед дорослих 2022 та 2023 років Тимур Гудима.

### Родина
- Батько — Мельник Олексій Володимирович, тренер збірної команди України з вільної боротьби, заслужений працівник фізичної культури та спорту України.
- Сестра — Мерлені Ірина Олексіївна, олімпійська чемпіонка, триразова чемпіонка світу, дворазова чемпіонка Європи.
- Дружина — Черкасова Алла Костянтинівна, чемпіонка світу та Європи, бронзова призерка Олімпійських ігор.

## Нагороди
- Майстер спорту (2002)
- Заслужений тренер України (2005)
- Орден «За заслуги» 3-го ступеня (2021).
- Визнаний найкращим тренером жовтня 2018 року в Україні разом зі своєю дружиною Аллою Черкасовою, що виграла чемпіонат світу[2].

## Спортивні результати на міжнародних змаганнях

### Виступи на Європейських іграх
| Змагання              | Збірна  | Вагова категорія          | Місце |
| --------------------- | ------- | ------------------------- | ----- |
| Європейські ігри 2015 | Україна | вільна боротьба, до 70 кг | 7     |

### Виступи на чемпіонатах світу серед студентів
| Змагання                                        | Збірна  | Вагова категорія          | Місце |
| ----------------------------------------------- | ------- | ------------------------- | ----- |
| Чемпіонат світу з боротьби серед студентів 2006 | Україна | вільна боротьба, до 60 кг | 7     |

### Виступи на інших змаганнях
| Змагання                                     | Збірна  | Вагова категорія          | Місце |
| -------------------------------------------- | ------- | ------------------------- | ----- |
| Турнір Чорного моря 2012                     | Україна | вільна боротьба, до 66 кг | 9     |
| Київський Міжнародний турнір з боротьби 2013 | Україна | вільна боротьба, до 66 кг | 25    |
| Меморіал Вацлава Циолковського 2013          | Україна | вільна боротьба, до 66 кг | 20    |
| Турнір Олександра Медведя 2015               | Україна | вільна боротьба, до 70 кг | 25    |
| Меморіал Вацлава Циолковського 2015          | Україна | вільна боротьба, до 70 кг | 5     |